# 나사우디츠 백작 헨드릭 카시미르 1세
나사우디에츠의 헨드릭 카시미르 1세(네덜란드어: Hendrik Casimir I van Nassau-Dietz, 1612년 1월 21일 – 1640년 7월 13일)는 나사우 가의 백작이자 프리슬란트, 흐로닝언의 총독으로 30년 전쟁에서 네덜란드 공화국의 독립을 위해 싸운 인물이었다. 그는 80년 전쟁 때도 부친 및 동생과 함께 스페인 제국군과의 전쟁에 나섰으며 28살의 젊은 나이에 전사했다.

## 생애
헨드릭 카시미르는 에른스트 카시미르 1세와 브라운슈바이크뤼네베크의 소피아 헤드비크 사이의 아들로, 1612년 1월 21일 아른험에서 태어났다. 1640년 7월 12일 그는 휠스트(Hulst) 전투에서 신트얀스테인 지역에서 부상을 입었다. 다음 날 그는 죽었고, 헨드릭 카시미르는 레이우아르던에 묻혔다. 그의 뒤를 이어 동생 빌럼 프레데릭이 총독직에 올랐다.